# Anaxandros
Anaxandros (starořecky Ἀνάξανδρος) byl král Sparty přibližně od roku 640 před Kr. do roku 615 před. Kr.. Pocházel z královského rodu Agiovců.
Anaxandros, syn Eurykrata, patří mezi málo známých panovníků Sparty. V seznamech antických historiků je v pořadí dvanáctým panovníkem královského rodu Agiovců od jejího mytického zakladatele Eurysthena. Anaxandros vládl přibližně v období druhé messénské války.
Druhou messénskou válku vedli Sparťané proti Messénčanům, kteří se znovu pokusili vydobýt si svobodu. Pausaniás, historik a geograf z druhého století, ve své v knize  Popis Řecka  píše, že král Anaxandros v této válce projevil vytrvalost a hrdinství, když byl v jedné z bitev dokonce i vážně zraněn. Jeho nástupcem se stal syn Eurykratidés, který po druhé messénské válce začal válku proti Tegei, která za předchozí války podporovala boj Messénčanů za svobodu.